# Flavio (Haendel)

Flavio, re di Longobardi (« Flavio, roi des Lombards », HWV 16) est un opéra en trois actes de Georg Friedrich Haendel. Le livret a été écrit en italien par Nicola Francesco Haym d'après l'œuvre de Matteo Noris, Flavio Cuniberto. C'est le quatrième long opéra composé par Haendel pour le Royal Academy of Music. À l'origine, l'opéra était nommé d'après le nom d'un autre personnage de l'opéra, Emilia.

## Livret et partition
Le librettiste vénitien Matteo Noris a écrit en 1682 pour Gian Domenico Partenio le livret de Flavio Cuniberto. Pour cela, il s'est inspiré de deux autres œuvres. Pour le conflit opposant Lotario à Ugone et la vengeance de ce dernier par le biais de son fils, il s'inspire du Cid de Pierre Corneille. Il a également emprunté à un conte médiéval lombard l'histoire de la tentative de séduction de Teodata par Flavio. Le livret de Norris a également été mis en musique par Domenico Gabrielli en 1688 et par Alessandro Scarlatti en 1696.[réf. nécessaire]
Nicola Francesco Haym, secrétaire du Royal Academy of Music, retravailla le livret pour Haendel. Ce dernier composa la musique en avril-mai 1723. L'opéra fut achevé le 7 mai 1723, sept jours seulement avant la première.

## Représentations et distribution
La première eut lieu le 14 mai 1723 au King's Theatre de Londres. L'opéra fut joué huit fois, puis remonté le 18 avril 1732 sous la direction du compositeur pour quatre performances.  L'œuvre est ensuite négligée avant d'être rejouée le 2 juillet 1967 à Göttingen. Elle fut rejouée pour la première fois au Royaume-Uni le 26 août 1969 par l'Unicorn Opera d'Abingdon.
| Rôle                       | Voix          | Première, le 14 mai 1723 (Chef d'orchestre : inconnu) |
| -------------------------- | ------------- | ----------------------------------------------------- |
| Flavio, roi de Lombardie   | alto castrat  | Gaetano Berenstadt                                    |
| Guido, fils d'Ugone        | alto castrat  | Senesino                                              |
| Emilia, fille de Lotario   | soprano       | Francesca Cuzzoni                                     |
| Vitige, amant de Teodata   | soprano       | Margherita Durastanti                                 |
| Teodata, fille d'Ugone     | mezzo-soprano | Anastasia Robinson                                    |
| Lotario, conseiller du roi | basse         | Giuseppe Maria Boschi                                 |
| Ugone, conseiller du roi   | tenor         | Alexander Gordon                                      |

## Argument

### Prologue
Le récit se déroule en Lombardie. Le roi Flavio règne à la fois sur la Lombardie et sur l'Angleterre. Il a pour conseillers Ugone et Lotario. Le fils d'Ugone, Guido, doit épouser en ce jour la fille de Lotario, Emilia. Ugone a également une fille, Teodata, qu'il désire placer comme dame d'honneur à la cour afin de lui éviter « l'amer solitude de ses années de jeune fille ». Il ne sait pas qu'elle aime en secret Vitige, l'adjudant du roi.

### Acte I
Devant la maison du vieux Ugone, avant l'aube, Vitige quitte la chambre de Teodata ; les deux amants chantent un duo (Ricordati mio ben). Ensuite, dans la grande salle de la demeure de Lotario, le mariage de Guido et d'Emilia doit se dérouler en la présence des parents les plus proches. Les fiancés chantent leur bonheur avant de se séparer jusqu'à la consécration de leur union dans la soirée. Plus tard, au château royal, Ugone présente Teodata au roi et lui déclare qu'elle souhaite se mettre à son service comme dame d'honneur. Enchanté par la beauté de Teodota, Flavio accepte et la met à la disposition de sa femme, Ernelinda.
Lotario invite le roi à la cérémonie du mariage. Flavio reçoit alors une lettre du vieux gouverneur d'Angleterre, Narsete, qui prie le roi de le relever de son poste. Tout d'abord, Flavio nomme Lotario pour le remplacer. Ce dernier commence à savourer la perspective de ce poste, mais Flavio change d'avis en faveur d'Ugone afin d'éloigner celui-ci et pouvoir ainsi poursuivre Teodota de ses assiduités sans que son père puisse intervenir. Se sentant offensé, Lotario quitte la scène avec colère. Flavio se confie à Vitige à propos de la beauté de Teodata, sans savoir qu'ils sont déjà amants. Vitige essaie de cacher ses sentiments en prétendant qu'il ne la trouve pas particulièrement plaisante à ses yeux.
Dans la cour du château, Ugone rencontre son fils à qui il apprend que Lotario l'a giflé et qu'il doit maintenant défendre son honneur. Mais étant trop âgé pour manier l'épée lui-même, il demande à son fils de se battre en duel à sa place. Guido est alors pris entre le devoir envers son père et l'amour qu'il éprouve pour Emilia à qui il vient juste d'être fiancé. Mais il proclame ensuite fièrement sa décision de défendre l'honneur de sa famille. Quand Emilia arrive, elle ne comprend pas que Guido essaie de la fuir et lui jure sa fidélité éternelle. Elle s'aperçoit cependant que l'humeur de Guido semble différente.

### Acte II
Dans la grande salle du château, Flavio fait la cour à Teodata. Ugone se rue dans la pièce, trop bouleversé pour pouvoir s'exprimer avec cohérence. Flavio quitte la scène, laissant son conseiller divaguer à propos de la perte de l'honneur de sa famille. Pensant que son père a découvert sa liaison avec Vitige, Teodata confesse sa situation en pleurant. La nouvelle accroît la détresse d'Ugone.
Dans la demeure de Lotario, ce dernier apprend à Emilia qu'il ne souhaite pas perdre sa fille au profit du fils de son ennemi et que le mariage est nul et non avenu. À la recherche de Lotario, Guido rencontre Emilia à qui il demande de le laisser seul pendant un temps.
Au château, Flavio ordonne à son adjudant de lui amener Teodata. Vitige rapporte à cette dernière sa désagréable mission, alors que Teodata lui raconte que son père a découvert leur union secrète. Afin de tenir à distance le roi pour un moment, ils conçoivent un plan : Vitige doit prétendre solliciter pour le compte du roi son amour et Teodota doit feindre d'accepter.
Dans la cour de la maison de Lotario, Guido provoque Lotario en duel. Lotario se moque du défi du jeune homme, mais accepte. Pendant le combat, Lotario tombe. Quand Emilia arrive, Lotario reconnaît Guido comme étant son meurtrier et s'éteint. Désespérée, elle jure de le venger. Mais elle est déchirée, parce que cela implique qu'elle doive se venger de son bien-aimé Guido.

### Acte III
Au château, Emilia et Ugone demandent justice au roi. Elle demande la sentence suprême pour la mort de son père, tandis qu'il plaide pour la vie de son fils. Dépassé par les évènements, Flavio temporise et les renvoie. Vitige entre alors avec Teodata dont la présence laisse le roi sans voix. Il demande à Vitige de lui faire la cour à sa place, mais finalement il s'en charge lui-même en appelant Teodata « ma reine » tout en essayant de la conduire vers sa chambre à coucher. Le cœur de Vitige se transforme en une « mer enragée » de jalousie.
Emilia porte le deuil pour son père et pour son fugitif Guido ; mais elle fait une nouvelle fois le serment de mener une vengeance implacable. Guido fait son apparition et lui donne son épée afin qu'elle le tue. Emilia le prend, mais le laisse tomber et s'enfuit. Guido supplie le dieu de l'amour de l'aider.
Vitige et Teodata se querellent, s'accusant l'un l'autre d'avoir été trop loin dans la supercherie et d'avoir laissé la situation devenir trop sérieuse. Ils découvrent que Flavio est entré sur ces entrefaites et qu'il a tout entendu. Ils admettent qu'ils sont amants, ce qui accable Flavio.
Guido entre et supplie le roi de le supprimer si Emilia continue de le haïr pour ce qu'il a fait. Ugone reconnaît alors qu'il a demandé à son fils de commettre cet acte à sa place. Fraîchement conscient de ses responsabilités de roi, Flavio fait chercher Emilia. Il demande à Guido de se dissimuler et d'écouter ce qui doit suivre. Flavio raconte à Emilia que Guido a été exécuté comme elle l'avait demandé et qu'il peut lui montrer sa tête si elle désire une preuve. Elle refuse et l'implore de la tuer aussi puisque sa vie n'a plus de sens sans Guido. Ce dernier émerge alors de sa cachette et elle s'évanouit presque de joie. Guido la conjure de lui pardonner et elle lui demande un moment pour porter le deuil.
Flavio décrète alors que Vitige doit épouser celle qu'il ne trouvait pas particulièrement plaisante à ses yeux, c'est-à-dire Teodata. Ugone est banni du royaume de Lombardie, mais il est envoyé comme gouverneur en Angleterre. Tous remercient le roi et l'opéra se termine sur un chœur de réconciliation.

## Discographie
- Flavio, Re de' Longobardi - Tim Mead, Rosemary Joshua, Iestyn Davies, Renata Pokupic, Hilary Summers, Thomas Walker, Andrew Foster-Williams, Early Opera Company dir. Christian Curnyn - 2 CD Chandos (2010)